# Hasi-Video
Als Hasi-Video und unter anderen Namen wurde im August und September 2018 ein Video bekannt, das eine Szene der Ausschreitungen in Chemnitz zeigt. Es wurde zum Zentrum der Debatte um Verfassungsschutzpräsident Hans-Georg Maaßen, nachdem dieser die Authentizität des Videos in Zweifel gezogen hatte.

## Inhalt
Das 19 Sekunden lange Video zeigt eine Szene in der Chemnitzer Bahnhofstraße nahe der Johanniskirche, am Nachmittag des 26. August 2018. An diesem Tag kam es nach einem Totschlag am Vorabend, dessen zwei Asylbewerber beschuldigt wurden, zu Demonstrationen und zu Ausschreitungen durch Hooligans und Rechtsextreme. Die Szene zeigt im Vordergrund mehrere Männer sowie zwei weitere, dunkelhäutige Männer im mittleren Bild. Diese rennen plötzlich nach hinten davon, während ihnen ein Mann aus der vorderen Gruppe nachläuft. Eine Frauenstimme ruft „Hase, du bleibst hier! Du bleibst hier!“ Den weglaufenden Männern wird „Haut ab“, „Kanaken“, „nicht willkommen“ und Weiteres hinterhergerufen.
Einer der wegrennenden Männer, ein junger Afghane, erstattete am 29. August wegen des gezeigten Vorfalls Anzeige wegen Körperverletzung und Sachbeschädigung. Nach eigenen Angaben hatten die beiden Migranten zuvor die Demonstration gefilmt, wogegen sich wohl einige Demonstrationsteilnehmer verwahrt hatten. Dann sei einem von ihnen das Handy mit einer Bierflasche aus der Hand geschlagen worden und zerbrochen. Als beide zurückkehrten, riefen ihnen Personen aus der Demonstrantengruppe zu, sie sollten „abhauen“, worauf es zu der Szene im Video kam.

## Entstehung und Veröffentlichung
Das Video ist im Hochkantformat und wahrscheinlich durch ein Handy aufgenommen worden. Die Urheber sind unbekannt. Es wurde von einem Konto Antifa Zeckenbiss, das nicht der Urheber war, am 26. August um 20:56 Uhr über Twitter und Facebook veröffentlicht. Die Betreiber des Kontos hätten es zuvor auf einer „patriotischen Plattform“ gefunden, wie sie später angaben. Bereits vier Stunden zuvor hatte der Journalist Johannes Grunert von dem gezeigten Vorfall berichtet. Im Begleittext wurde die Szene als „Menschenjagd“ durch „Nazi-Hools“ beschrieben. Später wurde das Video deutschlandweit in Nachrichten zu den Ausschreitungen in Chemnitz gezeigt. Die sächsischen Behörden griffen das Video auch für ihre Ermittlungsarbeit auf, dabei wurde es als Hasi-Video bezeichnet.

## Bewertung durch Verfassungsschutzpräsident Maaßen und Reaktionen
Bereits kurz nach der Veröffentlichung kamen Gerüchte auf, das Video sei eine Fälschung und älter, jedoch ohne dass Belege genannt wurden. Hans-Georg Maaßen, Präsident des Bundesamts für Verfassungsschutz, äußerte in einem Interview in der Bild-Zeitung vom 7. September 2018 Zweifel an der Echtheit des Videos: Er habe „keine Belege dafür vor[liegen], dass das im Internet kursierende Video zu diesem angeblichen Vorfall authentisch ist“, nach seiner „vorsichtigen Bewertung“ sprächen „gute Gründe“ dafür, dass es sich um eine „gezielte Falschinformation“ handele, „um möglicherweise die Öffentlichkeit von dem Mord in Chemnitz abzulenken“. Dafür lieferte er aber keine Belege.
Der Bewertung des Videos durch Maaßen wurde von vielen Seiten widersprochen und es wurde auf weitere Videos und Zeugenaussagen verwiesen, die diese oder ähnliche Vorkommnisse in Chemnitz belegen. Es existieren mehrere weitere Videos, die Übergriffe und Jagden einer Überzahl rechtsextremistischer Gewalttäter auf einzelne links oder ausländisch wirkende Personen dokumentieren, das sächsische LKA meldete Tage später 163 Verfahren und 158 Geschädigte. Auch die Generalstaatsanwaltschaft Dresden verlautete, man habe „keine Anhaltspunkte dafür, dass das Video ein Fake sein könnte“, daher werde es auch für Ermittlungen genutzt.
Nach der scharfen Kritik an seinen Äußerungen aus Opposition, Koalitionspartner und Medien sollte Maaßen seine Zweifel am Video erklären. Dazu legte er dem Innenministerium am 11. September einen Bericht vor und wurde am 12. September vom Innenausschuss befragt. Maaßen bekräftigte seine Kritik, das Video sei kein Beleg für eine „Hetzjagd“, aber dennoch unter anderem von Bundeskanzlerin Angela Merkel und Regierungssprecher Steffen Seibert als Beleg dafür angeführt worden. Er meine zwar nicht, dass das Video selbst gefälscht sei, doch sei Echtheit und Kontext des Videos bei dessen schneller Verbreitung nicht gesichert gewesen, die Verwendung daher fahrlässig. Dabei führte er auch das Framing durch den Begriff „Menschenjagd“ sowie die unbekannte Agenda von Antifa Zeckenbiss ins Feld. Zum Zeitpunkt seines Interviews hatte seine Behörde jedoch auch noch keine Bewertung des Videos vorliegen und erstellte diese nachträglich für Bericht und Ausschusssitzung. In einer Mitteilung begründete Antifa Zeckenbiss daraufhin die Beschreibung als „Menschenjagd“ als spontan entstandene Bezeichnung dessen, was im Video zu sehen sei.
Die Kontroverse führte schließlich zu Maaßens Abberufung und geplanten Versetzung als Staatssekretär, nach massiver Kritik aus Politik und Öffentlichkeit an dieser Entscheidung zu einem geplanten Wechsel als Sonderberater ins Innenministerium. Nach erneuten Äußerungen Maaßens zu den Ausschreitungen in Chemnitz im November 2018 wurde er mit sofortiger Wirkung in den einstweiligen Ruhestand versetzt.